# Сан-Карло-аль-Корсо

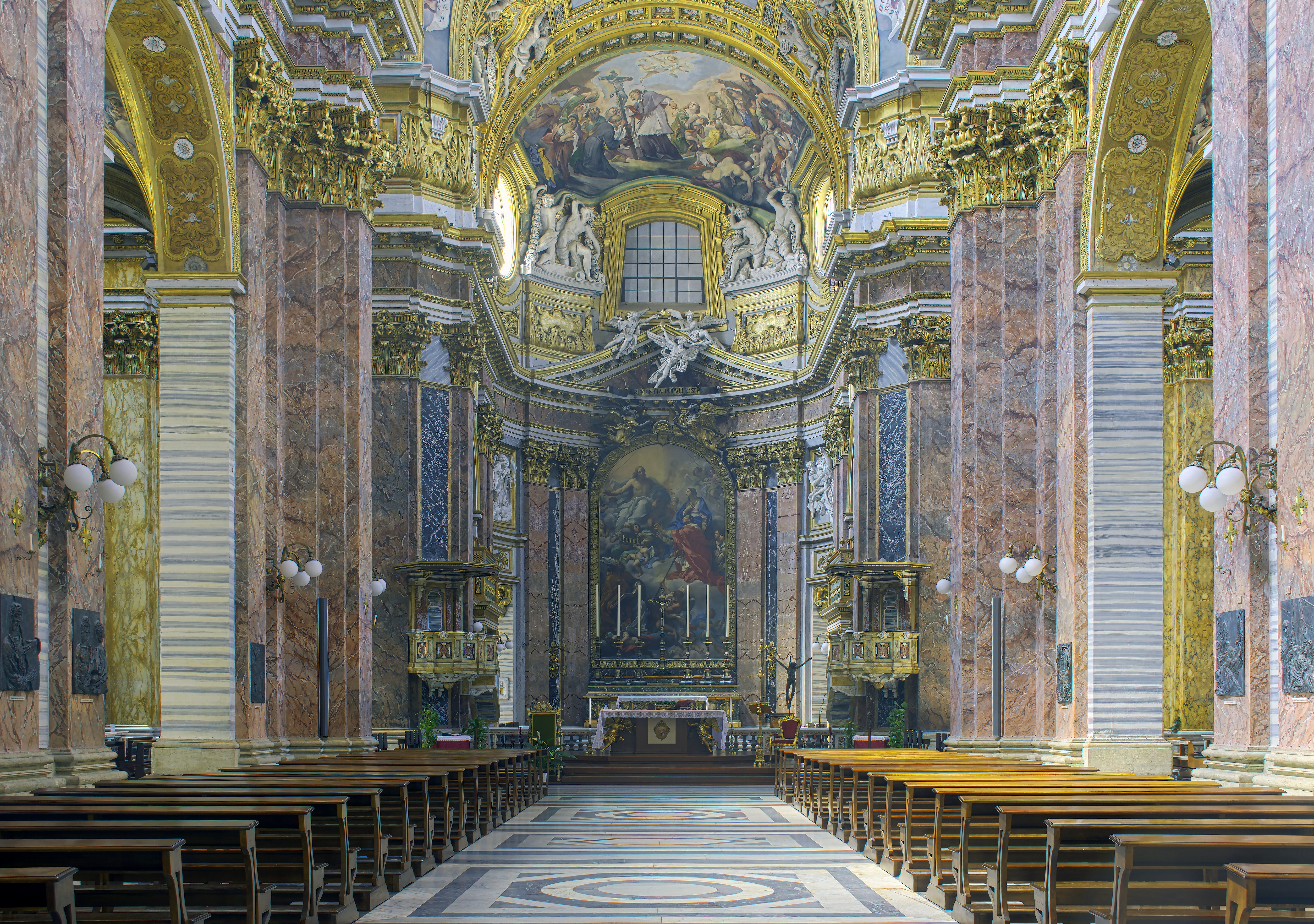
Фасад церкви

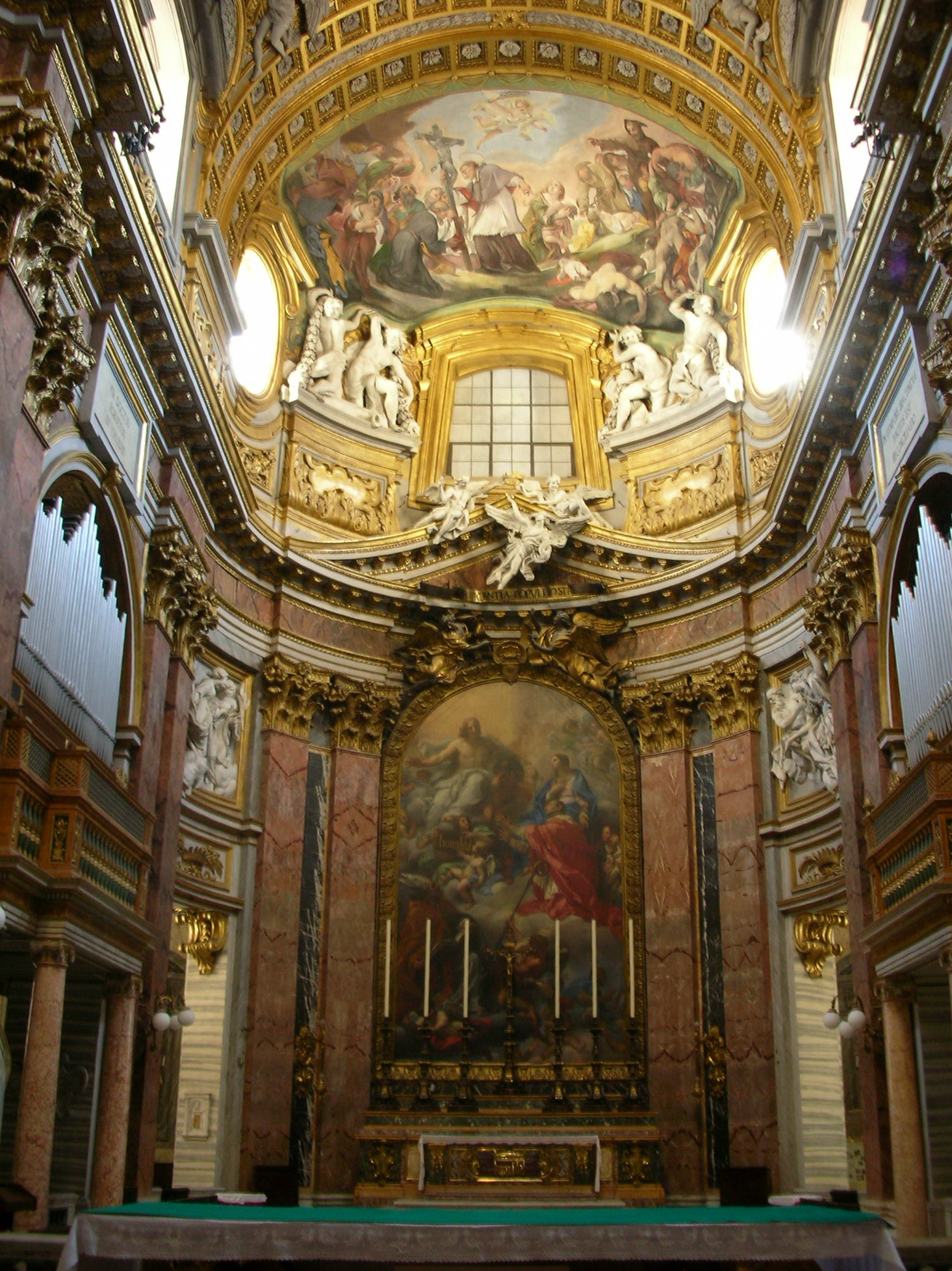

Сан-Карло-аль-Корсо (італ. Santi Ambrogio e Carlo) — титулярна церква в Римі (з 7 червня 1967), присвячена святим єпископам Мілана Амвросію і Карло Борромео. Побудована з нагоди канонізації святого Карло Борромео у 1610 році.
Будівництво проходило під керівництвом Оноріо Лонґі у 1612–1619 роках, а у 1616–1627 рр. його сином Мартіно Оноріо. У 1668 році був зведений купол (роботи П'єтро да Кортона), в 1684 р. закінчено оформлення фасаду. Всередині церква багато прикрашена позолотою та фресками роботи Г. Бранді, вівтар роботи Карло Маратті.

## Титулярна церква
Церква Сан Карло аль Корсо є титулярною церквою. Кардиналом-священником з титулом церкви Сан Карло аль Корсо з 21 лютого 1998 року є італійський кардинал Діоніджі Теттаманці.